# گمینا گوژنو (استان کویافسکو-پومورسکی)
گمینا گوژنو (استان کویافسکو-پومورسکی) (به لهستانی:  Gmina Górzno) یک گمینا در لهستان است که در شهرستان برودنیتسا واقع شده‌است. گمینا گوژنو ۱۱۹٫۳۸ کیلومتر مربع مساحت و ۳٬۹۵۵ نفر جمعیت دارد.